# Ларингофарингеални рефлукс
Ларингофарингеални рефлукс (ЛФР) је ретроградни проток желудачног садржаја у ларинкс (гркљан), орофаринкс (уснождрелни) и/или назофаринкс (носнождрелни) простор.  Иако се термин обично користи наизменично са термином гастроезофагеална рефлуксна  болест (ГЕРБ), ова два функционална поремећаја имају различиту патофизиологију.
ЛФР изазива респираторне симптоме као што су кашаљ и пискутаве звукове и често је повезан са тегобама од стране главе и врата као што су дисфонија, осећај кнедле у грлу и дисфагија.
ЛФР може имати важну улогу у другим болестима, као што су синуситис, упала средњег уха и ринитис, а може бити коморбидитет астме.
ЛФР која погађа око 10% становништва САД, а јавља се и код око 50% особа са поремећајима гласа. Упркост томе, ЛФР бива често непрепозната како од лекара тако и од болесника и зато је често нелечена или неадекватно лечен или се тумачи као атипични гастроезофагеални рефлукс. Један од разлога његове непрепознатљивости и неадекватног лечења произлази из чињенице да у већине болесника „тихи рефлукс” није праћен симптомима „гласног рефлукса”, горушице и подригивања, а манифестује се симптоми који су неспецифични и карактеристични за неколико различитих болести.

## Дефиниције
Више од 40 година у медицинској литератури постоји клинички ентитет познат као ларингофарингеални рефлукс (ЛФР) или „тихи рефлукс“, што према Америчкој академији за оториноларингологију и хирургију главе и врата означава
...повратак желудачаног садржаја у ларингофаринкс.
Leichen и сар. су закључили да је наведена дефиниција ЛФР  непотпуна јер повратак желудачаног садржаја који у себи садржи пепсин, соли жучних киселина и друге гастродуоденалне протеине изазива иритацију не само слузокож ларингофаринкса, већ слузокоже читавога горњег аеродигестивног тракта. Стога, они дефинишу ЛФР као...
...запаљење ткива горњега аеродигестивног тракта која настаје директним или индиректним дјеловањем желучаног или дуоденалног рефлукса и узрокује морфолошке промјене горњега аеродигестивног тракта.
И ова дефиниција има мањкавости, јер наведеном дијагнозом...
...нису обухваћени доњи дисајни путеви, пре свега плућа, у којима ЛФР може узроковати иритацију и упална стања различитог интензитетаа од благих до животно угрожавајућих.

## Клиничка слика
Екстраезофагеални симптоми настају услед излагања горњег аеродигестивног тракта желудачном садржају. Ово узрокује различите симптоме, укључујући:
- промуклост,
- постназално сливање секрета,
- бол у грлу,
- отежано гутање,
- лоше варење,
- пискање,
- осећај кнедле у грлу
- хронично чишћење грла.

Неки пацијенти са ЛФР имају горушицу док други имају слабо изражену или немају горушицу јер рефлуксни садржај желуца не остаје у једњаку довољно дуго да иритира околно ткиво.  Код особа са тежим облицима ЛФР може доћи до абразије зубне глеђи због повременог присуства желудачног садржаја у усној дупљи.
Поред тога, ЛФР може изазвати упалу у гласном тракту што резултује симптомом дисфоније или промуклости. Промуклост се сматра једним од примарних симптома ЛФР и повезана је са притужбама као што су напрезање, замор гласа, мишићно-скелетна напетост и јаки глотални напади, што све може смањити способност особе да ефикасно комуницира. Штавише, пацијенти са ЛФР могу покушати да компензују своју промуклост повећањем мишићне напетости у свом гласовном апарату. Ова хиперфункционална техника усвојена као одговор на упалу изазвану ЛФР може довести до стања званог дисфонија напетости мишића и може трајати чак и након што промуклост и упала нестану. Патолог говорног језика ће често морати да буде укључен у терапију како би помогао у решавању овог неприлагођеног, компензационог обрасца кроз примену гласовне терапије.

### Клиничка слика ЛФР код деце
ЛФР се манифестује као хронична и интермитентна болест код деце. ЛФР код деце и одојчади има тенденцију да се манифестује са јединственим скупом симптома. Симптоми који се примећују код деце са ЛПР укључују кашаљ, промуклост, стридор, упалу грла, астму, повраћање, осећај глобуса, пискање, аспирацију и понављајућу пнеумонију.  Уобичајени симптоми ЛПР-а код новорођенчади укључују пискање, стридор, упорни или понављајући кашаљ, апнеју, потешкоће у храњењу, аспирацију, регургитацију и неуспех у развоју. Штавише, ЛФР код деце је обично праћен поремећајима ларинкса као што су ларингомалација, субглотична стеноза и папиломатоза ларинкса.

## Дијагноза
ЛФР се манифестује неспецифичним симптомима и знацима који отежавају постављање диференцијалне дијагнозе. Штавише, симптоми поремећаја се у великој мери преклапају са симптомима других поремећаја. Због тога се на глобалном нивоу ЛФР недовољно дијагностикује и не лечи.
Пошто постоји више потенцијалних етиологија за респираторне и ларингеалне симптоме ЛФР,  само на основу симптома дијагностика ЛФР  је непоуздана. За постављање дијагнозе коришћени су ларингоскопски налази као што су еритем, едем, грануломи ларинкса и интераритеноидна хипертрофија; међутим, ови налази су неспецифични и описани су код већине асимптоматских субјеката који су подвргнути ларингоскопији.
Одговор на терапију супресије киселине је предложен као дијагностички алат за потврђивање дијагнозе ЛФР, али су студије  показале да је одговор на емпиријска испитивања такве терапије (као код инхибитора протонске пумпе) код ових пацијената често разочаравајући.  Неколико студија је нагласило важност мерења проксималне езофагеалне, или идеално фарингеалне изложености киселини, код пацијената са клиничким симптомима ЛФР да би се документовао рефлукс као узрок симптома.
Поред тога, истражено је неколико потенцијалних биомаркера ЛФР (инфламаторни цитокини, карбонска анхидраза, Е-кадхерин и муцини) међутим, њихове директне импликације на ЛФР се још увек утврђују.
Присуство пепсина, ензима произведеног у желуцу, у хипофаринксу је такође постало све више истраживан биомаркер за ЛФР. Истраживања сугеришу да желудачни ензим пепсин игра кључну улогу у сложеном механизму ЛФР.  Једном присутан у ларинксу пепсин је активан при ниској пХ вредности, али перзистира чак и када је неактиван. Пепсин се може манифестовати и екстрацелуларно и интрацелуларно; међутим, штета се различито остварује у ове две средине. Интрацелуларно, пепсин улази у ткиво ларинкса путем ендоцитозе и изазива оштећења која се акумулирају током времена.  Пепсин има импликације на ћелијску транскрипцију, а самим тим и на експресију гена, што потом доводи до регрутовања инфламаторних ћелија, и инхибицију заштитних механизама као што су фактори раста.  Структурно, пепсин игра улогу у повећању вискозности вибрационог дела гласних набора и смањено задржавања воде у ћелији, што редукује укупну дебљину гласних набора.  Ове морфолошке промене доводе до смањења амплитуде вибрације, повећања захтева за покретањем вибрација и на крају, утиче на квалитет гласа.
Пре него што се постави дијагноза, лекар ће морати да детаљно сагледа пацијентову медицинску историју и затражи детаље о симптомима који се појављују. Упитници као што су:
- индекс симптома рефлукса,

- индекс квалитета живота  са ЛФР,

- индекс затварања/функције гласница,

- индекс хендикепа гласа,

могу се применити да би се добиле информације о историји болести пацијента као као и њихова симптоматологија.
Такође треба обавити физички преглед са посебном пажњом око главе и врата. Опсег са специјализованим сочивом камере направљеним од оптичких влакана нежно се убацује низ грло и прати слика на монитор. Ово омогућава јасан поглед на функцију грла и ларинкс. Објективни знаци ЛФР укључују црвенило, оток и очигледну иритацију. 
Могу се користити и други, инвазивнији тестови, као што су:
- фибер-оптичка трансназална ларингоскопија,
- 24-часовна амбулантна пХ метрија са двоструком сондом,
- пХметрија фарингса,
- трансназална езофагоскопија,
- биопсија.[5]

Неинвазивни тест за дијагнозу ЛФР је сакупљање рефлуксанта, да би сепотом рефлуксовани материјал анализирао.
Још један неинвазивни дијагностички тест који се може користити је емпиријско испитивање терапије инхибиторима протонске пумпе; међутим, овај тест је углавном успешан у дијагностици ГЕРБ.
Не постоји устаљена и консензусом прхважена техника процене за идентификацију ЛФР код деце.  Од дијагностичких алата о којима се расправља, користи се вишеканална интралуминална импеданса са праћењем пХ вредности  јер препознаје и кисели и некисели рефлукс.  Чешћа техника која се користи је 24-часовно праћење пХ вредности са двоструком сондом. Обе методе алата су скупа и стога се не користе широко.

## Терапија
Лечење симптома код пацијената унутар ове подгрупе и спектра ГЕРБ  је тешко. Када се ови пацијенти идентификују, саветују се промене устаљеног понашања, начина живота  и исхране. 
Модификације у исхрани могу укључивати ограничавање уноса чоколаде, кофеина, киселе хране и течности, гасовитих напитака и хране са високим садржајем масти.
Промене у понашању могу укључивати губитак телесне тежине, престанак пушења дувана, ограничавање конзумације алкохола и избегавање узимања хране непосредно пре спавања.
Промене у начину живота код деце са дијагнозом ЛФР укључују модификације у исхрани како би се избегла храна која ће погоршати рефлукс (нпр чоколада или кисела и зачињена храна), промену положаја (нпр спавање на боку), модификацију текстуре хране (нпр згушњавање хране за повећање свести о пролазном болусу) и елиминисање уноса хране пре спавања.
Инхибитори протонске пумпе (ИПП)  су водећа фармацеутска интервенција одабрана за ублажавање и смањење симптома  ЛФР и обично се препоручују за континуирану употребу два пута дневно у периоду од 3 до 6 месеци. Показало се да су ИПП неефикасни код веома мале деце и да су неизвесне ефикасности код старије деце.   Док ИПП могу да пруже ограничену клиничку корист код неких одраслих особа, нема довољно. доказа који подржавају њихову рутинску употребу.
Алгинатни производи много обећавају, јер могу да формирају привремену баријеру од пене на ЛЕС-у и да блокирају рефлукс киселине и пепсина.
Када медицински третмани не успеју, може се понудити Нисенова фундопликација.  Међутим, пацијенте треба обавестити да операција можда неће довести до потпуног елиминисања симптома ЛФР, па чак и са тренутним успехом, понављање симптома касније је и даље могуће.
Један од начина за процену исхода лечења за ЛФР је коришћење мера квалитета гласа.  За процену исхода лечења могу се користити и субјективне и објективне мере квалитета гласа. Субјективне мере укључују скале као што су: 
- степен, храпавости глас, дисања, астеније, скала напрезања,

- индекс симптома рефлукса,

- индекс хендикепа гласа,

- скала гласовних симптома.

Објективне мере се често ослањају на акустичке параметре као што су подрхтавање, светлуцање, однос сигнал-шум и основна фреквенција, између осталог. Аеродинамичке мере као што су витални капацитет и максимално време фонације  су такође коришћене као објективна мера. Међутим, још увек не постоји консензус о томе како најбоље користити методе или које методе су најбоље за процену исхода лечења ЛфР.